# Kristen Harris
Vous pouvez aider à l'améliorer ou bien discuter des problèmes sur sa page de discussion.
- Il ne s’appuie pas, ou pas assez, sur des sources secondaires ou tertiaires. (Marqué depuis février 2024)
- Son texte doit être wikifié : il ne correspond pas à la mise en forme Wikipédia (style, typographie, liens internes, liens entre les wikis, etc.). (Marqué depuis avril 2024)
- Sa typographie ne respecte pas les conventions de Wikipédia. Vous pouvez solliciter de l’aide de l’Atelier typographique. (Marqué depuis avril 2024)
- Il n’est pas rédigé dans un style encyclopédique. (Marqué depuis avril 2024)
- La traduction doit être revue. Le contenu est difficilement compréhensible à cause d’erreurs de traduction, peut-être dues à l’utilisation d’un logiciel de traduction automatique. (Marqué depuis avril 2024)

- Archive Wikiwix
- Bing
- Cairn
- DuckDuckGo
- E. Universalis
- Gallica
- Google
- G. Books
- G. News
- G. Scholar
- Persée
- Qwant
- (zh) Baidu
- (ru) Yandex
- (wd) trouver des œuvres sur Wikidata

Pour les articles homonymes, voir Harris.
Kristen Shelley Harris, née le 16 novembre 1976 à Calgary, est une actrice canadienne.

## Biographie
Née à Calgary en 1976, après ses études s'installe à Los Angeles, où étudie à la Groundlings Theatre Improv School. Elle a ensuite déménagé à Toronto et a étudié le chant à la faculté de musique de l'Université de Toronto.
Son premier rôle professionnel au cinéma fut celui de la sœur de Mary-Louise Parker dans le téléfilm Vinegar Hill. En 2005, elle joue le rôle de Marissa dans le film canadien Lucid. De 2008 à 2013, elle a joué le rôle de Lisa Larkin dans la série télévisée canadienne Less Than Kind, tournée à Winnipeg. En 2011, elle a joué le rôle principal de Béatrice dans le film Passiflore de la réalisatrice Shelagh Carter, pour lequel elle a remporté de nombreux prix.
En 2012, elle apparaît dans deux courts métrages projetés au Festival de Cannes : Les Rêves perdus de Narcisse et Écho et Le Chemin forestier. Elle faisait partie du casting de la comédie noire 2018 du scénariste-réalisateur Collin Friesen Désolé pour votre perte, avec Bruce Greenwood, Inbar Lavi, Sandrine Holt, Justin Bartha et Lolita Davidovich. La même année, Kristen Harris rejoint le casting du thriller policier Night Hunter du scénariste-réalisateur David Raymond, avec Ben Kingsley, Stanley Tucci, Henry Cavill et Alexandra Daddario. Peu de temps après, elle a été choisie pour le film d'horreur psychologique du scénariste-réalisateur Assaf Bernstein, Look Away (2018), avec India Eisley, Jason Isaacs et Mira Sorvino.
Elle a rejoint la réalisatrice Shelagh Carter pour le drame Into Invisible Light (2018), avec Jennifer Dale. Harris a rejoint Aaron Paul pour le thriller du réalisateur Christopher Cantwell, An Improbable Friendship (2019), et a ensuite été choisie pour son premier film studio hollywoodien, Leap of Faith (2019), avec Marcel Ruiz, Topher Grace, Josh Lucas, Sarah Constable et Dennis Haysbert.
Elle a ensuite décroché un rôle dans la comédie dramatique de Bob Odenkirk, I Am Nobody (2021), avec Connie Nielsen et Christopher Lloyd. Harris a obtenu le statut de co-star dans le thriller d'horreur Bed Rest (2023) de la scénariste-productrice-réalisatrice Lori Evans Taylor, avec Melissa Barrera, Guy Burnet et Paul Essiembre.

## Filmographie partielle

### Au cinéma
- 2022 : Bed Rest de Lori Evans Taylor : OB-GYN de Julie